# Lucretia Johanna van Winter

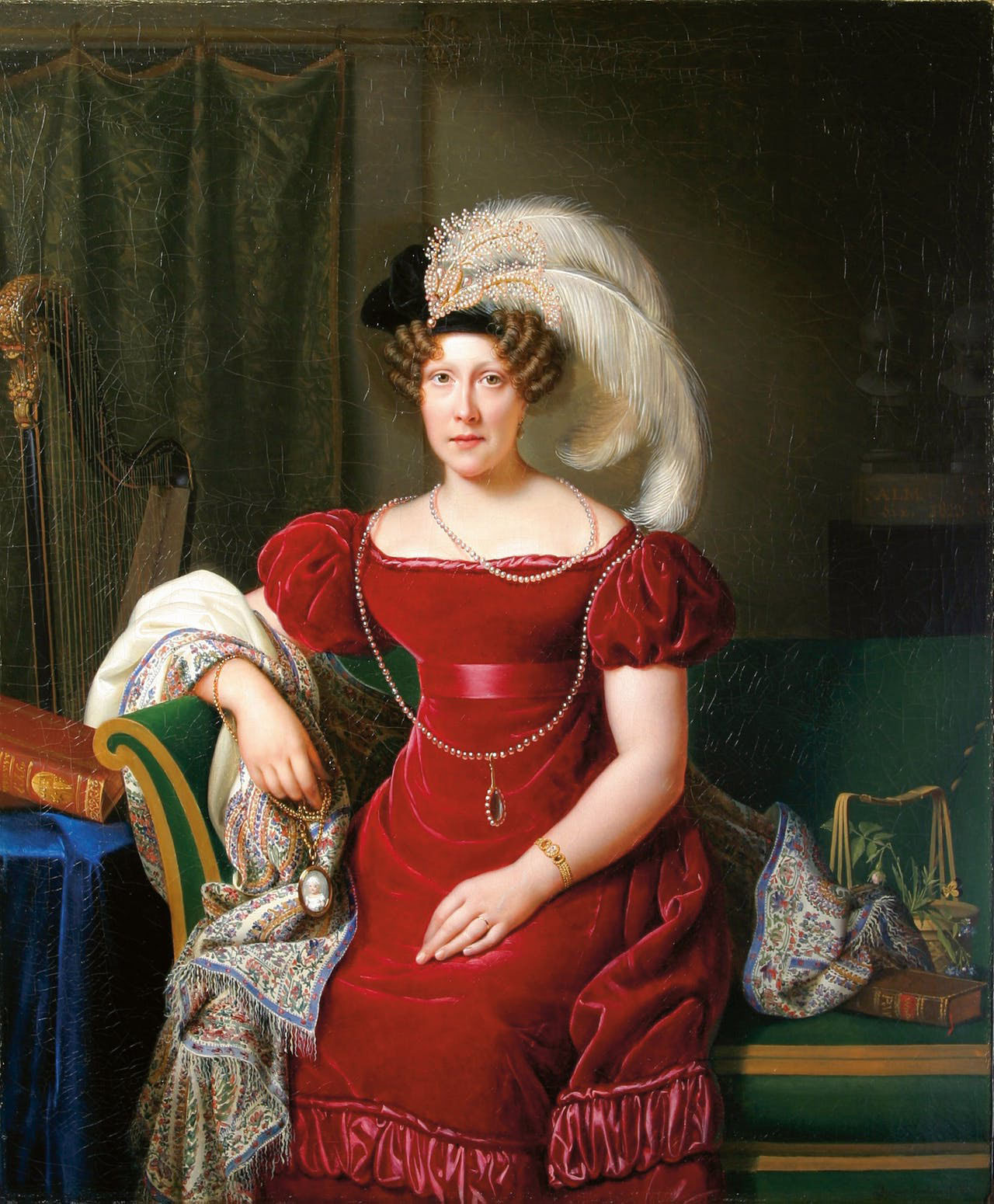
Portrait von Lucretia Johanna van Winter

Lucretia Creejans Johanna van Winter (* 15. April 1785 in Amsterdam; † 28. Februar 1845 ebenda) war eine niederländische Kunstsammlerin.

## Leben
Lucretia Johanna van Winter genannt Creejans van Winter wurde am 15. April 1785 in Amsterdam geboren. Sie war das älteste Kind des wohlhabenden Kaufmanns Pieter van Winter (1745–1807) und seiner zweiten Frau Anna Louisa van der Poorten (1742–1800). Sie hatte einen Bruder, Josua Jacob (1788–1840), und eine Schwester, Anna Louisa Agatha (1793–1877), üblicherweise Annewies genannt, zudem zwei Halbgeschwister aus der früheren Ehe ihrer Mutter. Gemeinsam mit seinem Bruder leitete ihr Vater ein florierendes Handelsunternehmen. Sie wuchs mit ihren Geschwistern und Halbgeschwistern in Wohlstand auf und war schon früh von Kunstwerken umgeben. Ihr Vater hatte eine Sammlung außergewöhnliche hoher Qualität zusammengestellt, darunter Werke von Rembrandt, Johannes Vermeer, Jan Steen, Frans van Mieris und weiteren. Die Sammlung war in einer Galerie hinter dem Haus untergebracht und umfasste schließlich rund 180 Werke.
Als Creejans van Winter 15 Jahre alt war, starb ihre Mutter Ende Dezember 1800. Ihr Vater heiratete nicht erneut und stab im April 1807. Nach seinem Testament sollte seine Gemäldesammlung so lange erhalten bleiben, bis das jüngste seiner drei eigenen Kinder die Volljährigkeit, damals war das im Alter von 25 Jahren der Fall, erreichte oder heiratete. Danach sollten sie die Sammlung im eigenen Ermessen untereinander aufteilen. Einige Familienmitglieder erhielten die Vormundschaft für die drei minderjährigen Kinder und ihre Halbschwester Hillegonda Josina Gonne van Orsoy (1775–1830) übernahm die tägliche Betreuung. Im Jahr 1808 wurde der nun 23-jährigen Lucretia Johanna die „venia aetatis“ (Erklärung der Volljährigkeit) verliehen. Im folgenden Jahr heiratete ihr Bruder Josua und in Erwartung der endgültigen Regelung des väterlichen Erbes wurde ihm Saxenburg zugeteilt. Creejans, Annewies und Gonne zogen in das Landhaus Voorland, ein Familienbesitz in Watergraafsmeer.

### Kunstsammlerin

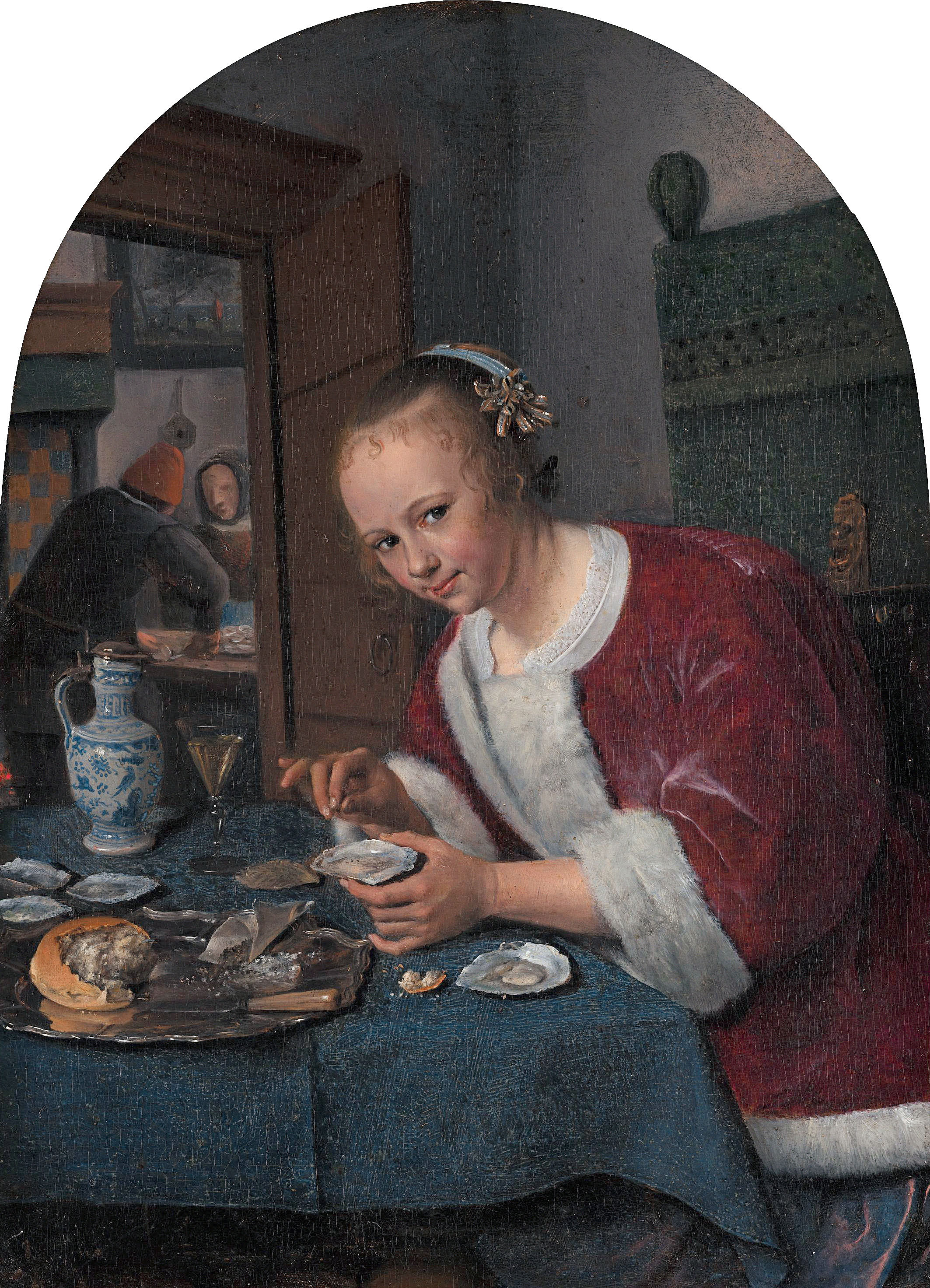
Mädchen mit Auster, Jan Steen, um 1658

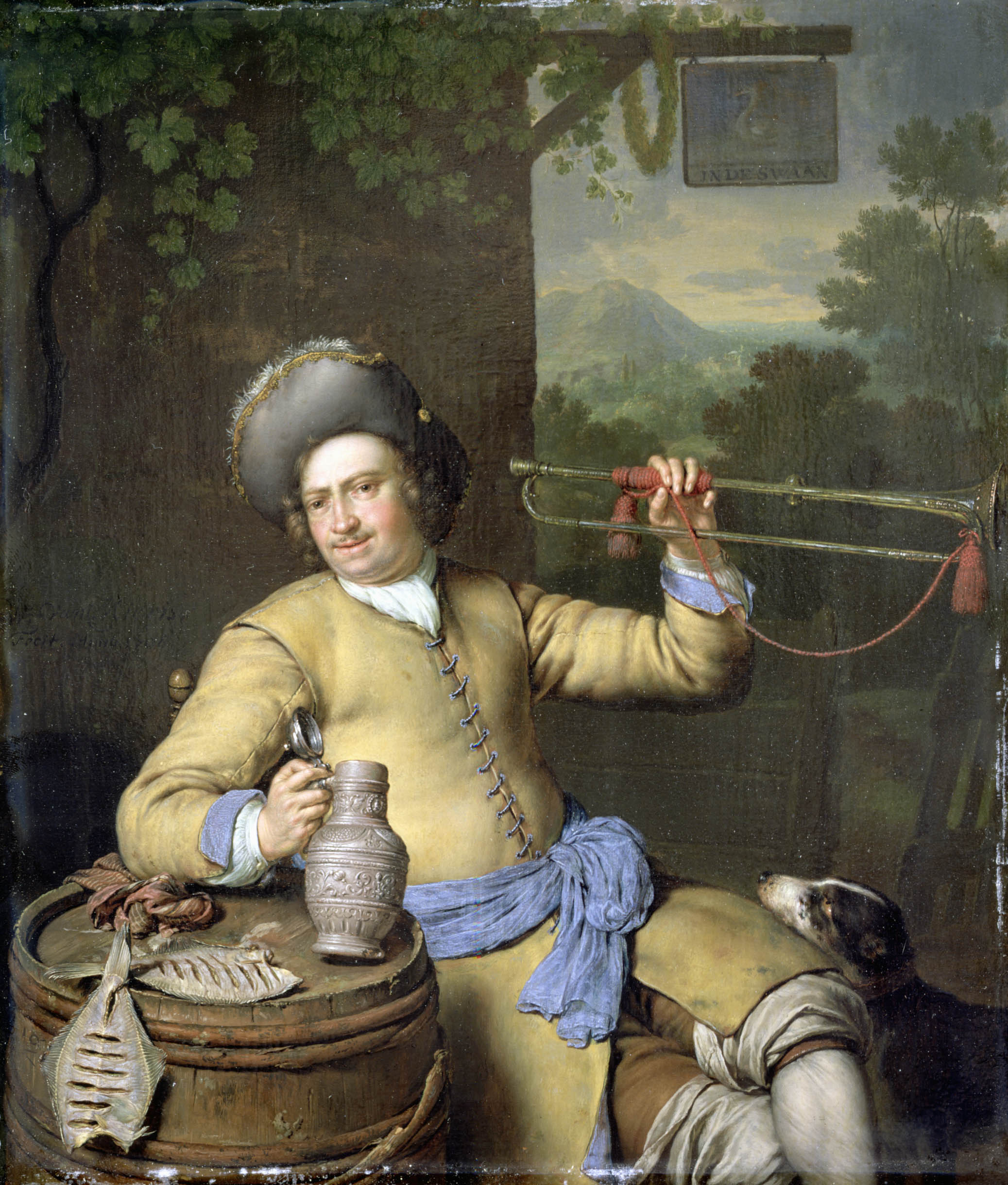
Der Trompeter, Willem van Vieris, 1708

Auf dem Land fühlte sich Lucretia van Winter nicht wohl und so kaufte sie 1809 ein Haus an der Herengracht in Amsterdam. Sie überredete Gonne, die Voorland sehr mochte, und ihre Schwester Annewies, bei ihr zu wohnen. Sie verbrachte ihr Leben nun mit Reisen, Besuchen von Musik- und Theateraufführungen und Besuchen bei Ceetje und David van Lennep in ihrem Landhaus in der Nähe von Haarlem. Sie warf auch regelmäßig einen Blick in die Gemäldesammlung ihres Vaters, die sich noch ungeteilt im Haus Saxenburg befand. An Kunst hatte sie mehr als nur ein flüchtiges Interesse, denn ab 1810 begann sie, ebenfalls Kunst zu erwerben. Bis das Erbe ihres Vaters geregelt war, machte sie dies im Geheimen. Dazu fungierte als ihr Agent und Berater Jeronimo de Vries, Direktor des Königlichen Museums, heute Rijksmuseum Amsterdam.
Sie erwarb zwischen 1810 und 1820 mehrere Dutzend Gemälde, darunter Werke von Nicolaas Berchem und Johannes Vermeer. Zusätzlich zu ihrem Interesse an der Malerei verfügte sie laut ihrem Bruder auch über viel Wissen Fähigkeiten in Druckerei, Malerei, Poesie und Literatur. Als 1814 ihre Schwester Annewies Hochzeitspläne hatte, konnte das Erbe des Vaters endgültig aufgeteilt werden. Bruder Josua überließ seinen Schwestern sei Drittel an der Gemäldesammlung für eine Ablösesumme von fünfzigtausend Gulden. Anna Louisa van Winter heiratete Ende 1815 Willem van Loon, aber erst 1817 einigten sich die Schwestern über die Aufteilung der Kunstsammlung. Im Jahr 1818, als die Erbteilung von Pieter de Winter abgeschlossen war, ließ Creejans alle ihre Gemälde in ihr eigenes Haus an der Herengracht überführen.
Die Sammlung erweiterte Creejan van Winter weiterhin und 1820 erfolgte der letzte Kauf unter ihrem Namen. Es war ein Blumenstillleben von Rachel Ruysch. Im Februar 1822 heiratete sie den Gutsherrn Hendrik Six (1790–1847) und fügte ihre Sammlung über 171 Gemälden, von denen sie 76 selbst erworben hatte, seiner Sammlung hinzu. Neuankäufe nach der Hochzeit erfolgten unter dem Namen Six. Das Paar zog in das Haus des Bräutigams in der Herengracht und im Jahr 1823 wurde die erste Tochter geboren, die fünf Tage nach der Geburt starb. Ein Sohn Jan Pieter Six wurde 1824 geboren, der zweite Sohn Pieter Hendrik Six 1827. Öffentlich trat Lucretia Johanna van Winter nicht mehr als Kunstsammlerin in Erscheinung, doch vermutlich war sie weiterhin bei den Käufen ihres Mannes beratend aktiv. Lucretia Johanna van Winter starb 1845 in Amsterdam.

## Sammlung van Winter

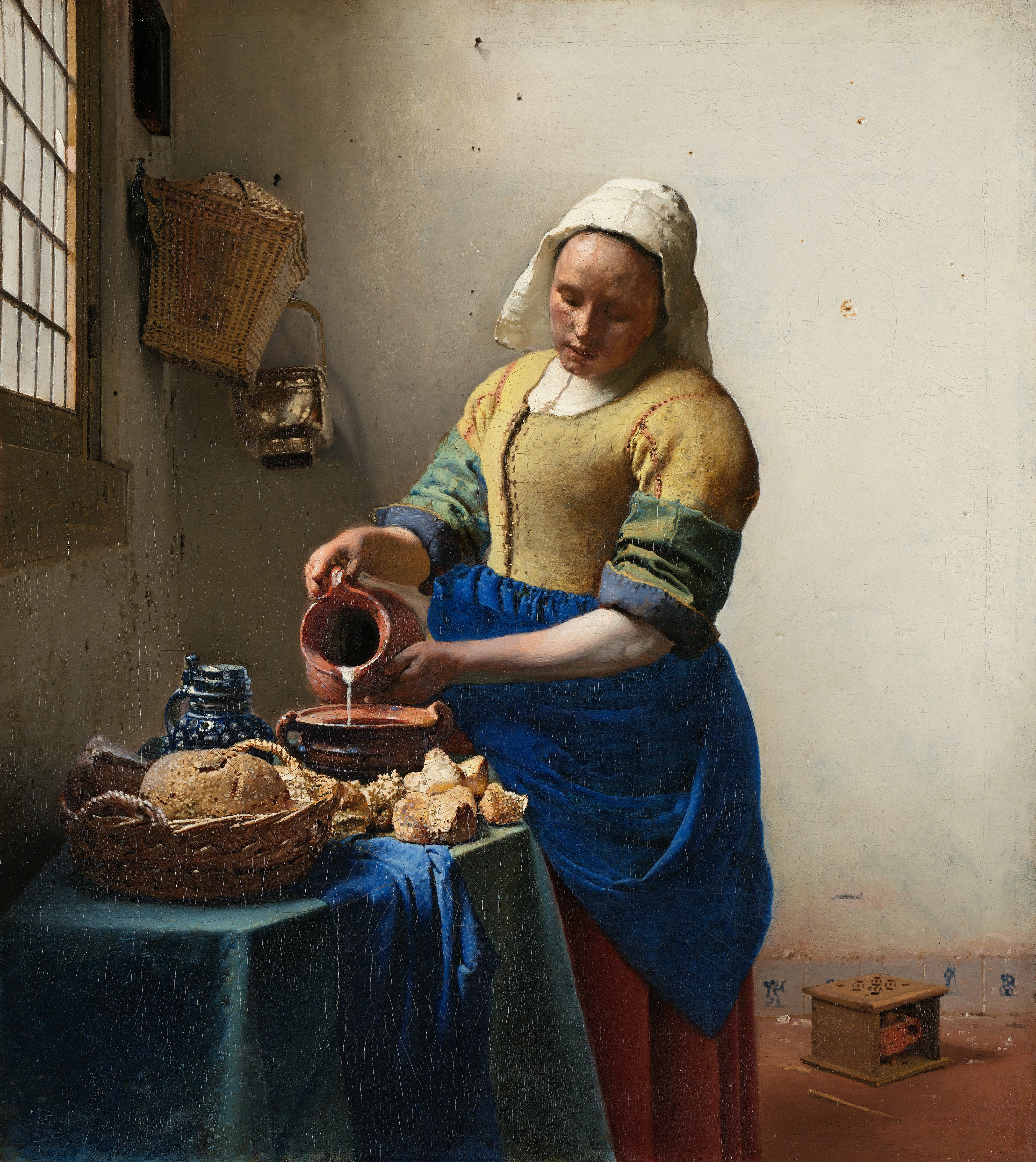
Die Milchmagt, Johannes Vermeer, um 1660

Zwei Jahre später starb auch ihr Mann Hendrik Six und die Kunstsammlung wurde an die Söhne vererbt. Sie blieb zunächst im Haus an der Herengracht. Jan Six, Sohn des 1899 verstorbenen Jan Pieter und damit Enkel des Ehepaares Six-van Winter, ließ 1900 einen Teil der Familiensammlung im Amsterdamer Stedelijk Museum ausstellen. Bei 46 der insgesamt 170 ausgestellten Werke lassen sich dem Katalog entnehmen, dass sie aus der Sammlung von Lucretia van Winter stammten. Er hat ihre Sammlung zudem ausdrücklich in der kurzen Einleitung erwähnt. Nach dem Tod des zweiten Sohns Pieter Hendrik, im Jahr 1905 wollten die Six-Erben 60 Gemälde aus der Sammlung verkaufen. Dagegen erhob sich Protest der niederländischen Kunstwelt. Nach dem Tod von Annewies van Winter im Jahr 1877 wurde der von ihr geerbte Anteil von ihren zehn Kindern für eineinhalb Millionen Gulden an Gustave Baron de Rothschild in Paris verkauft. Die Rembrandt-Vereinigung ergriff nun Maßnahmen, um Vermeers „Die Milchmagd“, welche seinerzeit von Creejan van Winter gekauft hatte, zumindest in den Niederlanden zu behalten. Die sechs Erben forderten vom Verein nun, dass das Gemälde sowie 38 weitere für 750.000 Gulden aufgekauft würde, oder keines. Dies sorgte sogar 1907 im Parlament für hitzige Debatten. Was war dieses Gemälde wert und warum sollte der Staat so viel Geld dafür ausgeben, waren einige Fragen. Letztendlich wurde der Kauf beschlossen und alle 39 Gemälde wurden für das Rijksmuseum aufgekauft. Darunter waren 32 Gemälde aus der Sammlung Van Winter, darunter die „Serenade“ von Judith Leyster.
Der Rest der Six-Van-Winterkollektion wurde in den Jahren 1921 und 1928 verkauft. Es verblieben nur wenige Gemälde aus der Sammlung von Vater und Tochter Van Winter in der Six-Foundation. Im Jahr 1990 spendeten die Erben von Pieter Jan van Winter, dem Urenkel von Creejans Bruder Josua, der Six Foundation zwei Porträts, nämlich von Creejans Eltern Pieter van Winter und Anna Louisa van der Poorten.